# Oborná
Oborná (niem. Spillendorf) – gmina w Czechach, w powiecie Bruntál, w kraju morawsko-śląskim. Według danych z dnia 1 stycznia 2012 liczyła 373 mieszkańców.
W latach 1961–1991 stanowiła część miasta Bruntál.